# 2006-os Formula–1 brazil nagydíj
A brazil nagydíj volt a 2006-os Formula–1 világbajnokság 18. és egyben utolsó futama, amelyet 2006. október 22-én rendeztek meg a brazíliai Autódromo José Carlos Pace-en, São Paulóban. A szezon utolsó verseny döntötte el az egyéni és a konstruktőri világbajnokságot, melyet Fernando Alonso és csapata, a Renault szerzett meg.
A versenyt a Ferrari versenyzője, Felipe Massa nyerte meg, Alonso a Renault színeiben a második helyezést érte el, a Hondával pedig Jenson Button harmadikként végzett. Ayrton Senna 1993-as győzelme óta Massa volt az első brazil versenyző, aki hazai pályán nyert futamot. Ez volt Michael Schumacher pályafutásának utolsó nagydíja, aki az olasz nagydíj után bejelentette, hogy a következő évadtól visszavonul a Formula–1-es versenyzéstől. Annak ellenére, hogy a tizedik rajtkockából indult, és a futam alatt defektet szerzett, a német a negyedik helyre jött fel. A futamot 154 millió néző követte figyelemmel.

## Előzmények

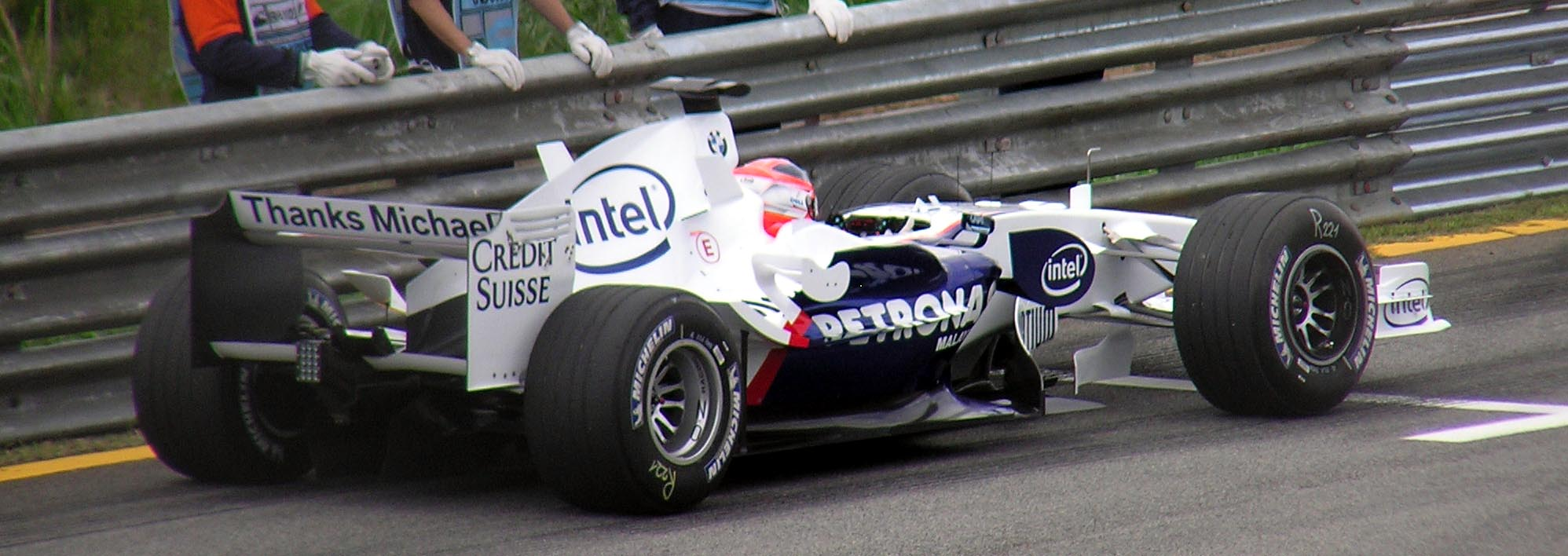
"Thanks Michael" felirat a BMW Sauberek hátsó szárnyán, Michael Schumacher utolsó versenyére utalva

A futamot megelőző japán nagydíjon az egyéni világbajnoki cím elnyerésére is esélyes Michael Schumacher autója motorhiba miatt elfüstölt és kiesett, Fernando Alonso pedig megnyerte a versenyt, aki így tíz ponttal vezetett a német előtt az egyéni világbajnokságban. Schumachernek csak akkor lett volna esélye a cím elnyerésére, ha megnyeri a futamot, a spanyol pedig kiesik a mezőnyből. Ennek ellenére is pontegyenlőség alakult volna ki, de mivel Schumacher jobb helyezéseket ért el az évad folyamán, ő lett volna a bajnok. Ez a kimenetel azonban nagyon valószínűtlennek látszott, ugyanis a Ferrarikkal ellenben a Renault-k jobban teljesítettek az szezonban, a futamot megelőző hétvégén azonban a Ferrari szerepelt eredményesebben. Szuzuka után Felipe Massa a harmadik helyen állt, egy ponttal megelőzve Giancarlo Fisichellát, aki után Kimi Räikkönen végzett nyolc ponttal lemaradva. A finnt Jenson Button követte tizenhárom pont hátránnyal, tíz ponttal csapattársa, Rubens Barrichello előtt.
A konstruktőri világbajnokok között a Renault vezetett a Ferrari előtt 9 pont különbséggel, és ahhoz, hogy az előbbi megnyerje a bajnokságot, 10 pontot kellett volna szereznie. A harmadik helyen a McLaren állt 105 pontjával, 81-gyel a Ferrari mögött és 27 ponttal a negyedik Honda előtt. A BMW Sauber és a Toyota még mindig ötödik helyért harcolt, mivel csak egy pont volt a kettejük közti eltérés. A Red Bull biztos hetediknek könyvelhette el magát, 19 ponttal lemaradva a Toyotától.
A versenyt megelőzően egy különleges rendezvényre került sor a rajtrácson, melynek keretein belül a brazil futball legenda, Pelé átadott egy trófeát Michael Schumachernek a sportban elért eredményeiért.

## Pénteki versenyzők

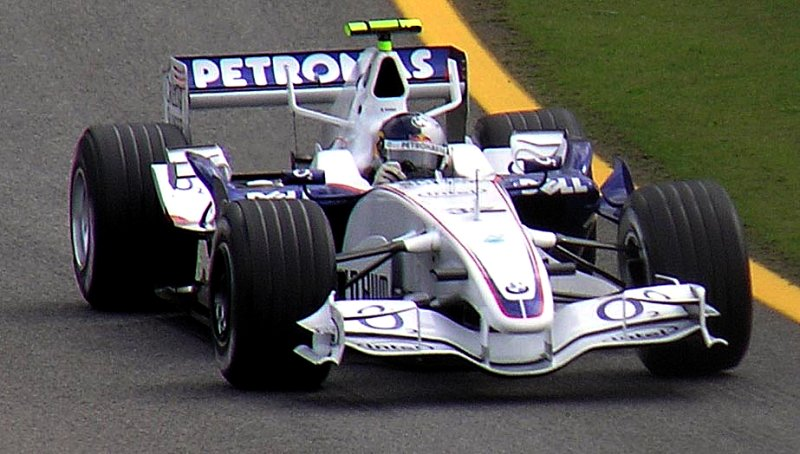
Sebastian Vettel, a BMW Sauber pénteki tesztversenyzője Brazíliában

| Csapat/Motor        | Versenyző           |
| ------------------- | ------------------- |
| Williams-Cosworth   | Alexander Wurz      |
| Honda               | Anthony Davidson    |
| Red Bull-Ferrari    | Michael Ammermüller |
| BMW Sauber          | Sebastian Vettel    |
| Spyker MF1-Toyota   | Ernesto Viso        |
| Toro Rosso-Cosworth | Neel Jani           |
| Super Aguri-Honda   | Franck Montagny     |

## Időmérő edzés
| Helyezés | Versenyző            | Csapat/Motor        | 1. rész    | 2. rész  | 3. rész    |
| -------- | -------------------- | ------------------- | ---------- | -------- | ---------- |
| 1        | Felipe Massa         | Ferrari             | 1:10.643   | 1:10.775 | 1:10.680   |
| 2        | Kimi Räikkönen       | McLaren-Mercedes    | 1:12.035   | 1:11.386 | 1:11.299   |
| 3        | Jarno Trulli         | Toyota              | 1:11.885   | 1:11.343 | 1:11.328   |
| 4        | Fernando Alonso      | Renault             | 1:11.791   | 1:11.148 | 1:11.567   |
| 5        | Rubens Barrichello   | Honda               | 1:12.017   | 1:11.578 | 1:11.619   |
| 6        | Giancarlo Fisichella | Renault             | 1:12.042   | 1:11.461 | 1:11.629   |
| 7        | Ralf Schumacher      | Toyota              | 1:11.713   | 1:11.550 | 1:11.695   |
| 8        | Nick Heidfeld        | BMW Sauber          | 1:12.307   | 1:11.648 | 1:11.882   |
| 9        | Robert Kubica        | BMW Sauber          | 1:12.040   | 1:11.589 | 1:12.131   |
| 10       | Michael Schumacher   | Ferrari             | 1:11.565   | 1:10.313 | idő nélkül |
| 11       | Mark Webber          | Williams-Cosworth   | 1:11.973   | 1:11.650 |            |
| 12       | Pedro de la Rosa     | McLaren-Mercedes    | 1:11.825   | 1:11.658 |            |
| 13       | Nico Rosberg         | Williams-Cosworth   | 1:11.974   | 1:11.679 |            |
| 14       | Jenson Button        | Honda               | 1:12.085   | 1:11.742 |            |
| 15       | Robert Doornbos      | Red Bull-Ferrari    | 1:12.530   | 1:12.591 |            |
| 16       | Vitantonio Liuzzi    | Toro Rosso-Cosworth | 1:12.855   | 1:12.861 |            |
| 17       | Scott Speed          | Toro Rosso-Cosworth | 1:12.856   |          |            |
| 18       | Christijan Albers    | Spyker MF1-Toyota   | 1:13.138   |          |            |
| 19       | David Coulthard      | Red Bull-Ferrari    | 1:13.249   |          |            |
| 20       | Szató Takuma         | Super Aguri-Honda   | 1:13.269   |          |            |
| 21       | Jamamoto Szakon      | Super Aguri-Honda   | 1:13.357   |          |            |
| 22       | Tiago Monteiro       | Spyker MF1-Toyota   | idő nélkül |          |            |

## Futam

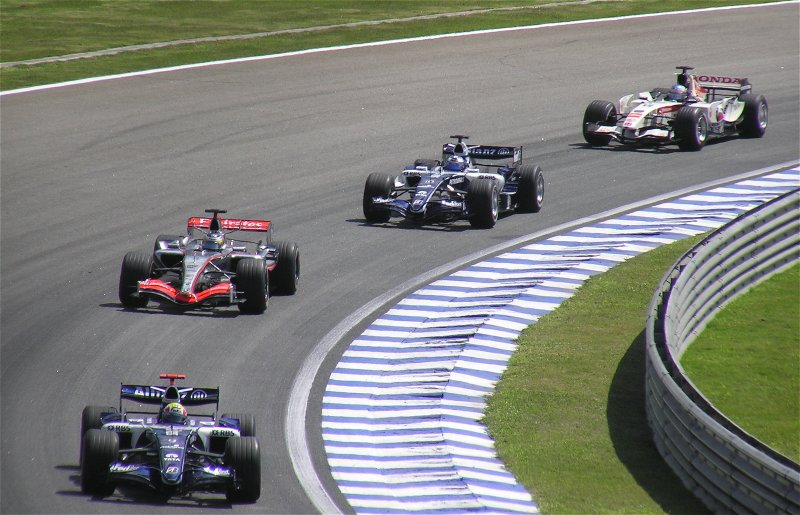
Mindkét Williams kiesett a futam elején

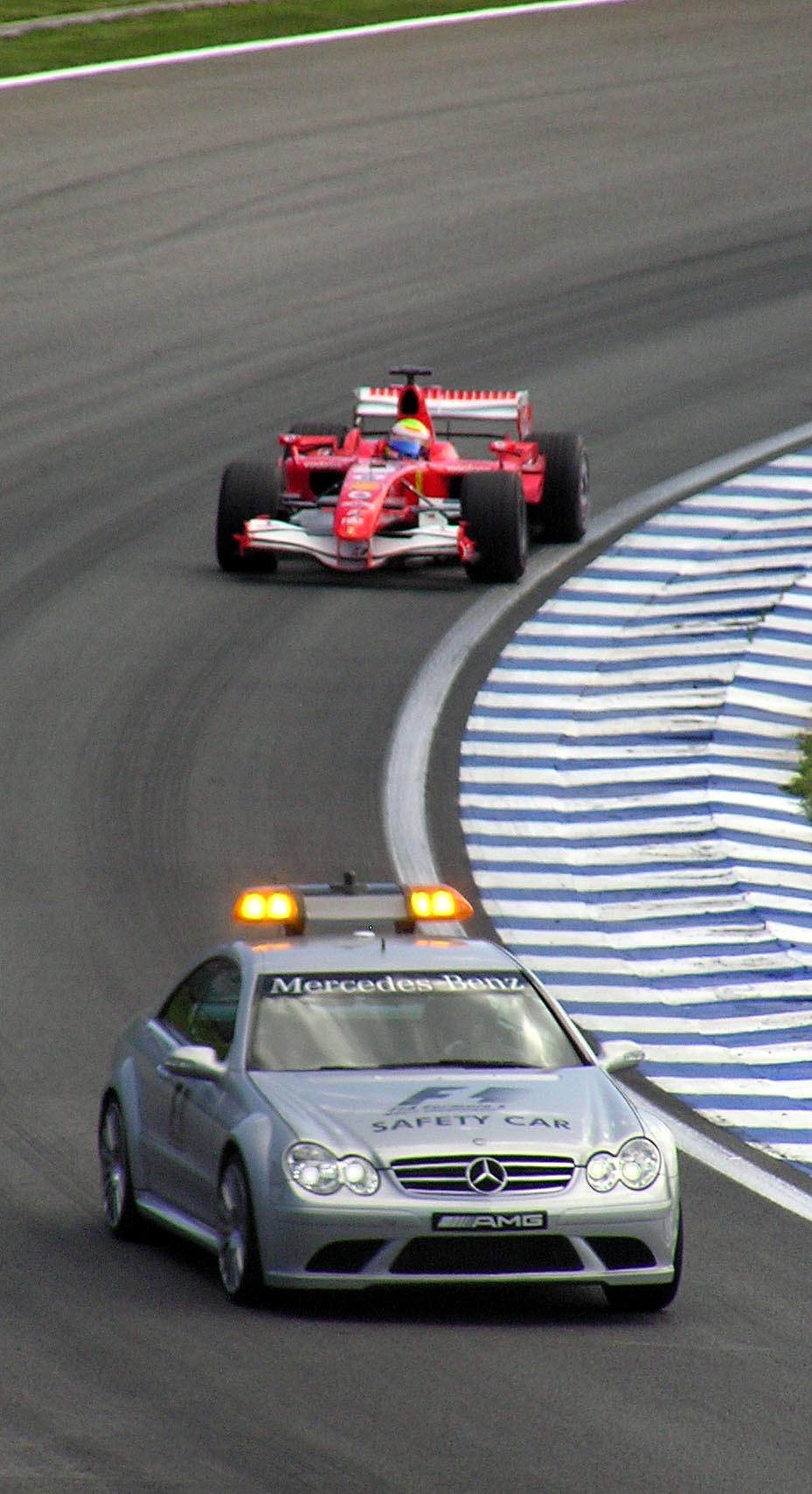
Massa a biztonsági autó mögött.

A verseny kezdetén a levegő 23 °C, az aszfalt pedig 38 °C volt. Massa remekül kapta el a rajtot, így elsőként vehette be az első kanyart. Schumacher a tizedikről feljött a hetedik helyre, miután megelőzte mindkét BMW Saubert az első körben. Eközben a két Williams egymásnak ütközött, melynek következtében mindkettő ki is esett. 
Mark Webber vissza tudott térni még a boxba, ám Nico Rosberg a célegyenesre ráfordító kanyart a leszakadt első szárnnyal nem tudta bevenni, és hatalmas sebességgel a falnak csapta autóját. Az FW27-es összetörött, a pálya tele lett törmelékkel, így bejött a biztonsági autó.
Schumacher Barrichellót megelőzve felugrott a hatodik helyre, majd a mezőny megérkezett a biztonsági autó mögé, mely öt kör után elengedte a versenyzőket.
Schumacher azonnal támadást intézett Giancarlo Fisichella ellen, akit az első kanyarban ki is fékezett, ám a Ferrari bal hátsó kereke - vélhetően még Rosberg autójának egyik törmeléke miatt - defektet kapott, így a hétszeres világbajnoknak egy előre be nem tervezett boxkiállást kellett eszközölnie. Ross Brawn a verseny után Fisichellát hibáztatta a defektért, melyet szerinte az olasz első szárnya tépte fel előzés közben Schumacher hátsó gumiját. A német versenyző egy kör hátrányban, az utolsó helyen csatlakozott a mezőnyhöz. 

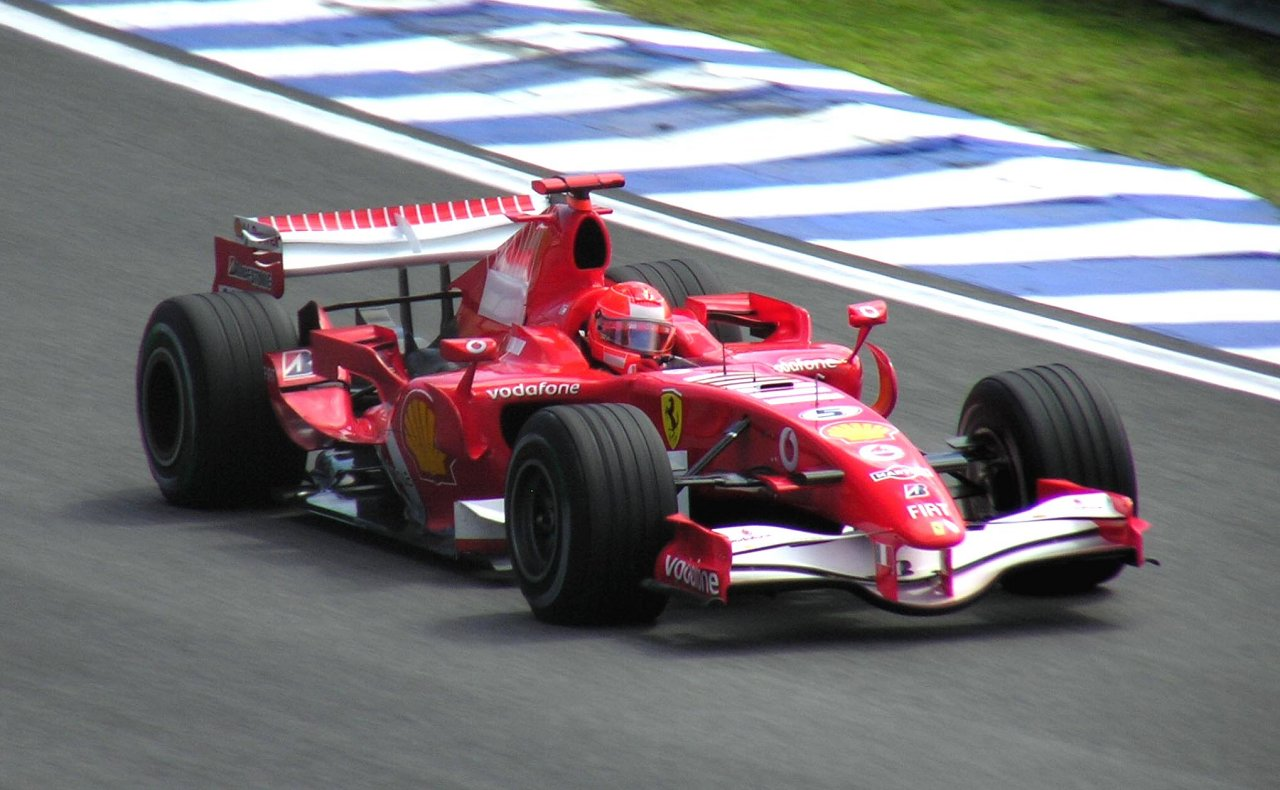
Schumacher utolsó versenyén defektje ellenére a negyedik helyen végzett

Eközben Massa folyamatosan növelte előnyét az élen, és magabiztosan haladt második, hazai futamgyőzelme felé. Nem sokkal később kiállásra kényszerült Jarno Trulli a Toyotával, majd David Coulthard a Red Bullal. A Toyota számára már hamar befejeződött a verseny, pár körön belül Ralf Schumacher autója is tönkrement, vélhetően a felfüggesztés meghibásodása miatt. Schumacher eközben a tizenhetedik helyen volt. Massa a 24. körben állt ki a boxba, Räikkönen így egy rövid ideig vezette a versenyt. Alonso kiállása után a finn elé érkezett vissza. Miközben Massa előnye már húsz másodperc volt az egykiállásos stratégián lévő de la Rosával szemben, Schumacher megérkezett a mezőny mögé, és sikeresen megelőzte Alberst, megszerezve ezzel a 16. pozíciót. A német versenyző mindenkinél gyorsabb köröket teljesített, és a futam felénél járva már a tizedik helyen autózott. De la Rosa a 35. körben állt ki a boxba, mellyel Alonso átvette a második helyet, ám hátránya majdnem fél perc volt a vezető Massával szemben.

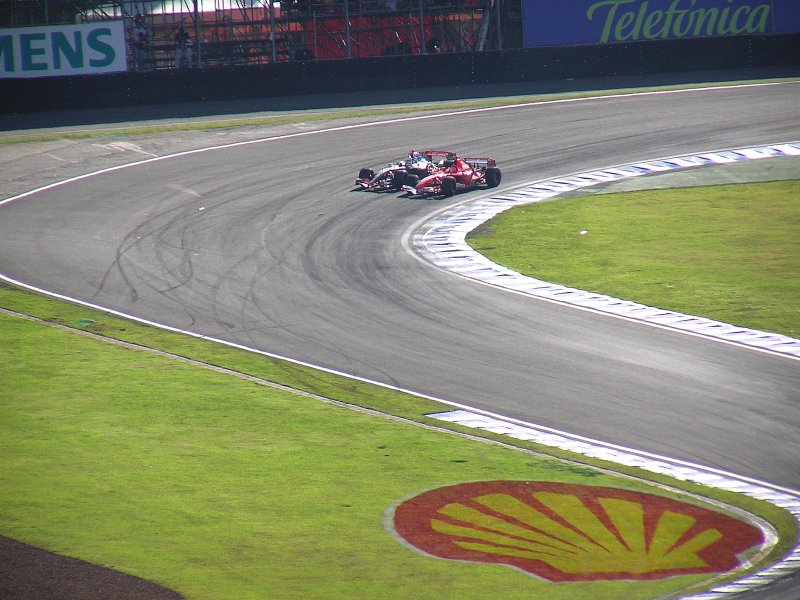
Schumacher utolsó előzése Räikkönen ellen

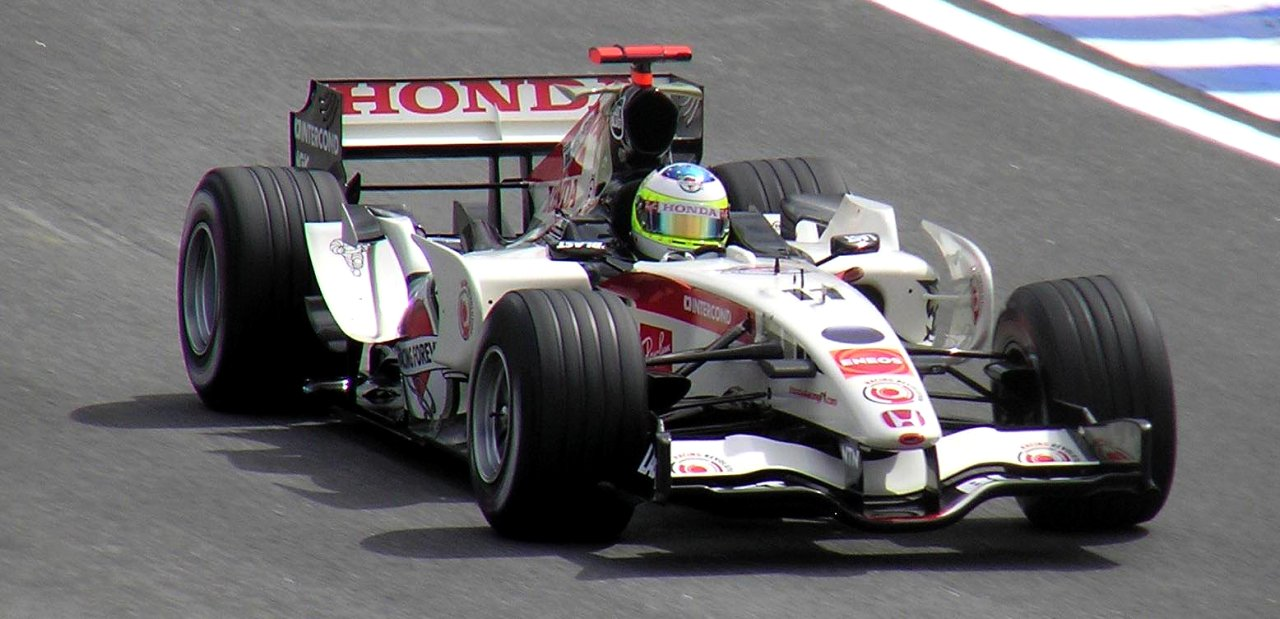
Barrichello a Hondával 2006 utolsó versenyén

Schumacher ekkor már a nyolcadik volt. Michael a 49. körben teljesítette második és egyben pályafutása utolsó kiállását. A német nem sokkal később Barrichellót is megelőzte, és üldözőbe vette Fisichellát, aki nagy igyekezetében elfékezte magát a célegyenes utáni kanyarban, így Schumacher megelőzte. Massa ekkor teljesítette utolsó kiállását, majd az élen folytatta tovább a körözést. A német utolsó előzési manőverét Kimi Räikkönennel szemben mutatta be az első kanyarban, amellyel megszerezte a negyedik helyet.
A Ferrari német versenyzője az utolsó előtti körben még futott egy leggyorsabb kört, ám ez már nem volt elég ahhoz, hogy befogja a harmadik pozícióban autózó Jenson Buttont.
Massa magabiztosan nyert Alonso előtt, míg Button a harmadik lett. Schumacher mögött Räikkönen, Fisichella, Barrichello, és de la Rosa végeztek.

## Végeredmény
| Helyezés | Rajtszám | Versenyző            | Csapat/Motor        | Futott kör | Idő/Kiesés oka | Rajthely | Pont |
| -------- | -------- | -------------------- | ------------------- | ---------- | -------------- | -------- | ---- |
| 1        | 6        | Felipe Massa         | Ferrari             | 71         | 1h31:53.751    | 1        | 10   |
| 2        | 1        | Fernando Alonso      | Renault             | 71         | + 18.658       | 4        | 8    |
| 3        | 12       | Jenson Button        | Honda               | 71         | + 19.394       | 14       | 6    |
| 4        | 5        | Michael Schumacher   | Ferrari             | 71         | + 24.094       | 10       | 5    |
| 5        | 3        | Kimi Räikkönen       | McLaren-Mercedes    | 71         | + 28.503       | 2        | 4    |
| 6        | 2        | Giancarlo Fisichella | Renault             | 71         | + 30.287       | 6        | 3    |
| 7        | 11       | Rubens Barrichello   | Honda               | 71         | + 40.294       | 5        | 2    |
| 8        | 4        | Pedro de la Rosa     | McLaren-Mercedes    | 71         | + 52.068       | 12       | 1    |
| 9        | 17       | Robert Kubica        | BMW Sauber          | 71         | + 1:07.642     | 9        |      |
| 10       | 22       | Szató Takuma         | Super Aguri-Honda   | 70         | + 1 kör        | 19       |      |
| 11       | 21       | Scott Speed          | Toro Rosso-Cosworth | 70         | + 1 kör        | 16       |      |
| 12       | 15       | Robert Doornbos      | Red Bull-Ferrari    | 70         | + 1 kör        | 22       |      |
| 13       | 20       | Vitantonio Liuzzi    | Toro Rosso-Cosworth | 70         | + 1 kör        | 15       |      |
| 14       | 19       | Christijan Albers    | Spyker MF1-Toyota   | 70         | + 1 kör        | 17       |      |
| 15       | 18       | Tiago Monteiro       | Spyker MF1-Toyota   | 69         | + 2 kör        | 21       |      |
| 16       | 23       | Jamamoto Szakon      | Super Aguri-Honda   | 69         | + 2 kör        | 20       |      |
| 17       | 16       | Nick Heidfeld        | BMW Sauber          | 63         | Baleset        | 8        |      |
| Ki       | 14       | David Coulthard      | Red Bull-Ferrari    | 14         | Váltóhiba      | 18       |      |
| Ki       | 8        | Jarno Trulli         | Toyota              | 10         | Felfüggesztés  | 3        |      |
| Ki       | 7        | Ralf Schumacher      | Toyota              | 9          | Felfüggesztés  | 7        |      |
| Ki       | 9        | Mark Webber          | Williams-Cosworth   | 1          | Baleset        | 11       |      |
| Ki       | 10       | Nico Rosberg         | Williams-Cosworth   | 0          | Baleset        | 13       |      |

## A világbajnokság végeredménye
| H  | Versenyzők           | Pont | H  | Konstruktőrök       | Pont |
| -- | -------------------- | ---- | -- | ------------------- | ---- |
| 1  | Fernando Alonso      | 134  | 1  | Renault             | 206  |
| 2  | Michael Schumacher   | 121  | 2  | Ferrari             | 201  |
| 3  | Felipe Massa         | 80   | 3  | McLaren-Mercedes    | 110  |
| 4  | Giancarlo Fisichella | 72   | 4  | Honda               | 86   |
| 5  | Kimi Räikkönen       | 65   | 5  | BMW Sauber          | 36   |
| 6  | Jenson Button        | 56   | 6  | Toyota              | 35   |
| 7  | Rubens Barrichello   | 30   | 7  | Red Bull-Ferrari    | 16   |
| 8  | Juan Pablo Montoya   | 26   | 8  | Williams-Cosworth   | 11   |
| 9  | Nick Heidfeld        | 23   | 9  | Toro Rosso-Cosworth | 1    |
| 10 | Ralf Schumacher      | 20   | 10 | MF1 Racing-Toyota   | 0    |
| 11 | Pedro de la Rosa     | 19   | 11 | Super Aguri-Honda   | 0    |

(A teljes lista)

## Statisztikák
Vezető helyen:
- Felipe Massa : 70 / (1-24 / 26-71)
- Fernando Alonso : 1 / (25)

Felipe Massa 2. győzelme, 3. pole-pozíciója, Michael Schumacher 76. (R) leggyorsabb köre.
- Ferrari 192. győzelme.

Tiago Monteiro és Robert Doornbos utolsó versenye.
Michael Schumacher 250-ik utolsó versenye, három év kihagyás után 2010-ben visszatért a Formula–1 -be.

### Videók a futamról
- Schumacher előzi Räikkönent
- A futam Michael Schumacher szemszögéből